# Nayî Osman Dede
Neyizen Osman Dede (* um 1652 in Konstantinopel; † 1729 in Galata) war ein türkischer Kalligraph, Gelehrter, Dichter und Komponist.
Nayî Osman  wurde Derwisch (daher die Bezeichnung Dede) und trat 1672 in das Mevlevikloster von Galata ein, wo er 1680 Kapellmeister und Neyzenbaşi (erster Flötist) wurde. Er komponierte weltliche und geistliche Vokal- und Instrumentalmusik. Am bekanntesten wurde die einstimmige Komposition Miracı Nebi („Verherrlichung der Himmelfahrt des Propheten“), für die er sowohl den Text als auch die Musik verfasste. Daneben verfasste er ein bedeutendes musikwissenschaftliches Lehrgedicht.